# Jan Boedts
Jan Boedts, nacido en 1904 en Tongeren y fallecido el 4 de febrero de  1973 en Tremelo (Brabante Flamenco) es un escultor de Bélgica.

## Vida y obra
Boedts recibió su formación artística en la Abadía de Maredsous, en las academias de Lieja, París y Florencia, donde fue el primer alumno del Maestro Dante Sodini. De regreso en Bruselas, se convirtió en escultor de la corte belga y recibió encargos de Leopoldo III de Bélgica.  En 1932, recibió el Premio de Roma por su composición la maternidad. Al año siguiente, firmó los bustos del profesor Auguste Piccard y del príncipe Alberto de Bélgica.
En 1939, se inauguró el Monumento Nacional de la reina Astrid de Bélgica, en la cripta del Parc du Palais Royal de Laeken: en la bóveda se encuentra una estatua de la reina Astrid , del escultor.
Desde 1954, Jan Boedts vivió seis años en el Congo Belga, el titular de una concesión estatal para hacer esculturas en África, por ejemplo:
- Para la residencia del Mwami de Burundi, hizo un mural de 12,50 m, con 47 personajes.
- Para los Servicios de Obras Públicas de Buyumbura, creó un mural de 6 m por 2,40 m; numerosos retratos de los grupos étnicos locales también serán realizados durante este período en África.

A continuación, dedicó el año 1960 a esculpir en Sudáfrica, donde compone, entre otros, un busto de bronce del primer ministro Verwoerd y recibió el primer premio en un proyecto para una fuente pública en el Cabo.
Tras  su regreso a Bélgica en 1961, produjo numerosos retratos y preparó  exposiciones en Bruselas, para Spa y Lovaina. En 1963, se trasladó a Tremelo :  el Monumento Nacional a Padre Damien en la plaza de Tremelo es obra suya, y otras esculturas religiosas, entre ellas El jardín del Reino de los cielos, en colaboración con la poeta Myriam Le Mayeur de Merpres.
Murió 4 febrero de 1973, y fue sepultado en  Tremelo, donde una calle fue dedicada a su memoria. 
Su taller en Tremelo ha sido transformado en museo.